# 다스부운
다스부운(고대 아일랜드어: Deasmhumhain)은 1118년 글라마가르 조약으로 쿠어거 무운이 반분되면서 만들어진 소왕국이다. 원래 무운의 남쪽이었으며, "다스부운"은 "남(南)무운"이라는 뜻이다. 영어식으로는 데스먼드(Desmond)라고 읽어서, 데스먼드라는 각지 지명, 인명의 유래가 되었다. 나머지 북쪽은 투어부운(북[北]무운)이라고 했다. 다스부운은 현대 아일랜드의 코크주와 케리주 전역을 점유했고, 지배 왕조는 막 카르하 모르조였다. 왕국 안에는 술라반씨, 도나반씨 등 씨족이 있었다. 
12세기 말 노르만인의 아일랜드 침공 이래로 다스부운의 동쪽 절반은 앵글로노르만인들에게 정복되어 데스먼드 백국이 되었다. 다스부운 국왕 디어르마드 막 카르하는 잉글랜드 국왕 헨리 2세에게 칭신하는 대신 서쪽 절반은 건져서 반독립적 지위를 누렸다. 이후로도 다스부운은 앵글로노르만인 침략자들과 종종 전쟁을 벌였고, 1261년 칼란 전투에서 승리함으로써 독립을 이어나갔다. 1590년대의 9년 전쟁 이후에야 다스부운은 아일랜드 왕국의 일부로 완전히 복속되었다.

## 같이 보기
- 아일랜드 영지